# 메시지/외톨이 칫솔
《メッセージ / ひとりぼっちのハブラシ》는 TOKIO의 22번째 싱글이며, 사쿠라바 유이치로의 첫 싱글이다. TOKIO가 데뷔 7년 만에 처음으로 오리콘 차트 1위를 획득한 작품이다.

## 설명
- 〈メッセージ〉는 멤버 마츠오카 마사히로의 드라마 《천국에서 가장 가까운 남자 -교사편-》의 주제곡, 야마구치 타츠야의 진행 프로 《C·C·C 차·크래쉬·클럽》 엔딩 곡으로 타이업 되었다.
- 〈ひとりぼっちのハブラシ〉는 멤버 나가세 토모야의 주연인 후지 TV 목요드라마 《데릴사위》의 삽입곡으로 타이업 되었다. 나중에, 작사·작곡한 쯩쿠♂가 리메이크 하였다. 드라마에서는 사쿠라바 유이치로의 7번째 싱글, 2001년 4월12일 발매, 오리콘 차트 첫 등장 1위 획득이라는 설정을 하였다.
- 〈メッセージ〉에서는 멤버 고쿠분 타이치가 솔로 파트에서 코러스 맡았다.
- 오리콘 위클리 싱글 차트 (2001년 6월 11일자) TOKIO 사상 첫 등장 1위를 달성하였다. 사쿠라바 유이치로라는 가상의 가수도 1위를 달성하였다.
- 또, 사쿠라바 유이치로에게는, 1987년의 가자마 세 자매이라는 가수 이후에 14년만의 다른 가수가 1위 획득하였다고 설정하였다 (드라마 상 가상의 내용이다).
- 2006년 9월까지, 유니버설 뮤직 재팬 이적 후에 발매한 싱글로서는 최고 판매량을 기록하였고, TOKIO의 싱글로는 데뷔곡 《LOVE YOU ONLY》에 이은 판매량이지만, 이후 발매된 《宙船 (そらふね) / do! do! do! 》는 더 높은 판매량을 기록하였다.

## 발매타입
- 통상반
- TOKIO 버전의 초회반
- 사쿠라바 유이치로 버전의 초회반

## 수록곡
1. メッセージ
  - 작사/작곡 : 쿠보타 고타로 / 편곡 : KAM
2. ひとりぼっちのハブラシ
  - 작사/작곡 : 쯩쿠♂ / 편곡 : 스즈키 슌스케
3. メッセージ（Backing Track）
4. ひとりぼっちのハブラシ（Backing Track)